# Kenji Maruyama
Pour les articles homonymes, voir Maruyama.
Cet article concerne un écrivain japonais. Pour le judoka japonais, voir Kenji Maruyama (judo).
Kenji Maruyama (丸山 健二, Maruyama Kenji, né le 23 décembre 1943) est un écrivain japonais. Il reçoit le prix Akutagawa pour un de ses romans, « Le passage de l'été » (夏の流れ, Natsu no nagare), en 1966 à l'âge de 23 ans, ce qui en fait le plus jeune récipiendaire de ce prix à l'époque. 
Un seul de ses textes a été traduit en français (L'Arrêt de bus, dans Jeunesse - Anthologie de nouvelles japonaises contemporaines Tome 1, traduit par Jean-Jacques Tschudin, Éditions du Rocher, 2007). 